# کریستوفر قدیس
کریستوفر قدیس یکی از قدیسان در دین مسیحیت است. وی مردی بود با توانمندی جسمی بسیار بالا که آن را تنها در دست نیرومندترین کسان می‌نهاد. نخست در خدمت پادشاه خود بود که بعدها فهمید پادشاهش از ابلیس می‌ترسد، پس تصمیم گرفت به خدمت ابلیس یا شهریار تاریکی برود. یک روز دریافت که ابلیس از ۲ تکه چوب که به گونه صلیب بر هم گذاشته شده می‌ترسد، از آنجا بود که به خدمت مسیح درآمد.
راهبی به او رهنمود کرد که کنار رودخانه‌ای به انتظار مسیح بنشیند تا او به سراغش بیاید. سال‌ها در کنار رودخانه بود و برای اینکه حوصله اش سر نرود مردم را از این سوی رودخانه بلند می‌کرد و به آن سوی رودخانه می‌برد. با نگرش به زور فراوانی که داشت حتی می‌توانست شتر را با بارش بلند کند و از رودخانه عبور بدهد. تا اینکه یک روز کودکی از او خواست تا او را از رودخانه عبور بدهد. نخست حمل کودک ساده بود. ولی هرچه به جلو می‌رفت بارش سنگینتر می‌شد و بردنش دشوارتر.
میانهٔ رودخانه احساس کرد ” همگی جهان را بر دوش دارد” و فهمید مسیح بر روی شانه‌هایش نشسته‌است. مسیح گناهان او را بخشید و به او زندگی جاودانه بخشید و او قدیس پشتیبان مسافران شد.
وی توسط امپراتور رومی دقیانوس کشته شد.